# Стефан Страхинов
Стефан Тодоров Страхинов, известен и като Стефчо Иванов Духов и Търлишанчето, е български революционер, деец на Вътрешната македоно-одринска революционна организация.

## Биография
Той е роден на 23 декември 1882 година в село Ковачево, Татарпазарджишко в семейството на Тодор Страхинов - просветен деец и революционер и Маруша Страхинова и двамата родом от село Търлис, Неврокопско. Учи до втори клас в Татарпазарджишкото класно училище, заедно с брат си Ангел. Поради липса на средства за издръжка през 1896 година двамата постъпват на работа при братя Малинови, търговци при гара Саранбей. Тук Страхинов остава шест години. През юли 1902 година въпреки увещанията на баща му и работодателите му, заминава с чета за Македония, където активно се включва в националноосвободителното движение на българите. Стефан Страхинов загива на 21 април (4 май) 1903 година, заедно с Гоце Делчев в сражение с турския аскер при село Баница, Сярско.